# Belumosudil
El belumosudil, vendido bajo la marca Rezurock entre otras, es un medicamento utilizado para tratar la enfermedad crónica de injerto contra huésped. Se utiliza en personas de al menos 12 años que no mejoran tras otros tratamientos. Se toma por vía oral.
Los efectos secundarios  de este medicamento incluyen infecciones, debilidad, náuseas, diarrea, dificultad para respirar, tos, hinchazón, sangrado, dolor abdominal, dolor musculoesquelético, dolor de cabeza, niveles bajos de fosfato, niveles bajos de linfocitos y presión arterial alta .  El uso durante el embarazo pudiera dañar al bebé.  Es un inhibidor de la quinasa ; específicamente de la quinasa 2 en espiral asociada a Rho .  
Belumosudil fue aprobado, en 2021, para uso médico en los Estados Unidos.  Si bien está aprobado en el Reino Unido, no lo es en el resto de Europa a partir de 2022.  En Estados Unidos cuesta alrededor de 17.000 dólares al mes . 